# Aviere capo

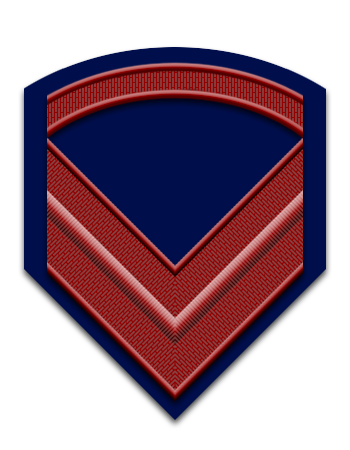
L'insegna di aviere capo dell'Aeronautica Militare

L'aviere capo è il primo grado della categoria dei graduati dell'Aeronautica Militare, superiore del primo aviere ed inferiore del 1º aviere scelto. Il distintivo di grado dell'aviere capo è costituito da un gallone rosso con semicerchio. Il grado di aviere capo è il primo grado acquisito dai volontari di truppa in servizio permanente.
Attualmente il grado di aviere capo si consegue, previo corso interno specializzante, dopo aver terminato i 4 anni di volontario nella suddetta forza armata.
Il corso si svolge tra la SVAM (Scuola volontari di truppa dell'Aeronautica Militare) di Taranto e la SSAM (Scuola specialisti dell'Aeronautica Militare) di Caserta per un periodo che va dai 5 ai 26 mesi, al termine del quale e dopo una rafferma concorsuale di circa due anni, avviene il passaggio in servizio permanente.

## Corrispondenze
| Anni di servizio                                                          | Esercito Italiano                                                   | Marina Militare                                                          | Aeronautica Militare                                            | Carabinieri                         |
| ------------------------------------------------------------------------- | ------------------------------------------------------------------- | ------------------------------------------------------------------------ | --------------------------------------------------------------- | ----------------------------------- |
| Alla nomina                                                               | Graduato (Primo caporal maggiore)                                   | Sottocapo di terza classe                                                | Aviere capo                                                     | Carabiniere                         |
| Dopo 1 anno nel grado precedente (per i carabinieri dopo 4 anni e 6 mesi) | Graduato scelto (Caporal maggiore scelto)                           | Sottocapo di seconda classe                                              | Primo aviere scelto                                             | Carabiniere scelto                  |
| Dopo 5 anni nel grado precedente                                          | Graduato capo (Caporal maggiore capo)                               | Sottocapo di prima classe                                                | Primo aviere capo                                               | Appuntato                           |
| Dopo 4 anni nel grado precedente                                          | Primo graduato (Caporal maggiore capo scelto)                       | Sottocapo scelto (Sottocapo di prima classe scelto)                      | Primo graduato (Primo aviere capo scelto)                       | Appuntato scelto                    |
| Dopo 5 anni nel grado precedente                                          | Graduato aiutante (Caporal maggiore capo scelto qualifica speciale) | Sottocapo aiutante (Sottocapo di prima classe scelto qualifica speciale) | Graduato aiutante (Primo aviere capo scelto qualifica speciale) | Appuntato scelto qualifica speciale |

### Riferimenti normativi
- Decreto legislativo 15 marzo 2010, n. 66, in materia di "Codice dell'ordinamento militare" aggiornato.
- Decreto del presidente della Repubblica 15 marzo 2010, n. 90, in materia di "Testo unico delle disposizioni regolamentari in materia di ordinamento militare" aggiornato.
- NATO, APersP-01. NATO Codes for Grades of Military Personnel. Edition A, Version 3 [APersP-01. Codici per i gradi del personale militare della NATO, edizione A, versione 3], in STANAG 2116, Bruxelles, NATO Standardization Office, 16 giugno 2022.

### Testi
- Riccardo Busetto, Il dizionario militare: dizionario enciclopedico del lessico militare, Bologna, Zanichelli, 2004, ISBN 978-88-08-08937-3.